# Qu'arrivera-t-il après ?
Pour plus de détails, voir Fiche technique et Distribution.
Qu'arrivera-t-il après ? (I'll Never Forget What's'isname) est une comédie satirique américano-britannique réalisée par Michael Winner et sortie en 1967.

## Synopsis
En brisant le mobilier de son bureau avec une hache, Andrew Quint, jusqu'ici réalisateur de films publicitaires à succès, annonce qu'il veut changer de vie. Cette vie était faite d'une femme et d'un enfant dont il est séparé, de succès et de voitures de sport. Il a en outre de nombreuses aventures sans lendemain avec les actrices et les mannequins de ses films publicitaires. Mais il veut particulièrement se défaire de l'ascendant qu'a sur lui son patron Jonathan Lute. Quint veut maintenant retourner à la rédaction du magazine qu'il avait aidé à construire auparavant. Il y fait la connaissance de Georgina Elben, avec qui il semble plus que s'entendre. Mais le magazine est en mauvaise posture financière. Jonathan Lute en profite pour la racheter et reprendre ainsi son emprise sur Quint.
Quint tourne un dernier film publicitaire, mais ce faisant, il s'interroge sur le sens de son action, alors qu'il conspue désormais le monde de la publicité. Sa publicité est appréciée et bientôt couronnée d'un prix. Mais le trophée est jeté à l'eau par Quint ; c'en est fini des vieilles habitudes. Même sa relation avec Jonathan Lute se brise définitivement. Pendant ce temps, Georgina meurt dans un accident. La fin du film montre Quint de retour auprès de sa femme. 

## Fiche technique
- Titre français : Qu'arrivera-t-il après ?[1]
- Titre original anglais : I'll Never Forget What's'isname
- Réalisation : Michael Winner
- Scénario : Peter Draper (de)
- Photographie :	Otto Heller
- Montage : Bernard Gribble (en)
- Musique : Francis Lai
- Décors : Seamus Flannery
- Production : Michael Winner, Lew Wasserman, Milton Rackmil, Edward Muhl
- Société de production : Universal Pictures, Scimitar Productions
- Pays de production :  Royaume-Uni,  États-Unis
- Langue originale : anglais britannique
- Format : Couleurs par Technicolor - 1,85:1 - Son mono - 35 mm
- Durée : 99 minutes
- Genre : comédie satirique
- Dates de sortie :
  - Royaume-Uni : 18 décembre 1967 (Londres)
  - États-Unis : 14 avril 1968 (New York)
  - France : 15 mai 1968[1]

## Distribution
- Orson Welles : Jonathan Lute
- Oliver Reed : Andrew Quint
- Carol White : Georgina Elben
- Harry Andrews : Gerald Sater
- Michael Hordern : Directeur de l'école
- Wendy Craig : Louise Quint
- Norman Rodway : Nicholas
- Marianne Faithfull : Josie
- Frank Finlay : Aumônier
- Ann Lynn : Carla
- Harvey Hall (en) : Charles Maccabee
- Lyn Ashley : Susannah
- Edward Fox : Walter
- Mark Burns : Michael Cornwall
- Mark Eden : Kelloway
- Stuart Cooper : Lewis Force
- Roland Curram : Eldrich